# Летучий, Владимир Матвеевич
Владимир Матвеевич Летучий (1943—2015) — российский переводчик поэзии и прозы с немецкого языка.

## Биография
Наиболее масштабный характер носит работа Летучего по переводу произведений Райнера Марии Рильке, в ходе которой вышли отдельными изданиями сборники «Новые стихотворения» (1996), «Сонеты к Орфею» и «Дуинские элегии» (2010). За перевод книги «Новые стихотворения» удостоен премии Австрийской республики для переводчиков (1996). Кроме того, перевёл единственный роман поэта «Записки Мальте Лауридса Бригге».
Среди других важнейших работ Летучего — «Полное собрание стихотворений» Георга Тракля (2000) и том Стефана Георге «Седьмое кольцо» (2009), в состав которого целиком вошли три поэтических книги основоположника немецкого символизма — «Год души», «Ковёр жизни и песни о грёзах и смерти с прелюдией» и «Седьмое кольцо» (все опубликованы по-русски впервые).
В переводческом багаже Летучего — произведения различных эпох и стилей, в том числе поэзия немецкого барокко (Георг Векерлин, Иоганн Гельвиг, Ф. фон Цезен, К. Кульман, И. Клай, П. Флеминг и др.), классицизма (Фридрих Гёльдерлин и др.), романтизма (Клеменс Брентано, Людвиг Уланд, Фридрих Рюккерт и др.), экспрессионизма, вплоть до германской и австрийской поэзии середины XX века (Пауль Целан, Эрих Кестнер, Андреас Окопенко и др.). Стихотворные переводы Летучего регулярно публиковались во всех значимых антологиях немецкой классической и современной поэзии, начиная с «Библиотеки всемирной литературы» (том «Европейская поэзия XIX века», 1977), в журнале «Иностранная литература», в многочисленных сборниках.
Другая значительная часть переводческой работы Летучего связана с популяризацией в России немецкой детской классики. В 1993 году он впервые перевёл (до этого существовали пересказы) знаменитый роман-сказку Феликса Зальтена «Бемби», в переводе Летучего вышли и другие романы-сказки Зальтена из той же серии: «Пятнадцать зайцев», «Дети Бемби», «Белочка Перри». Эти книги многократно переиздавались, а по роману-сказке «Пятнадцать зайцев» в Российском академическом молодёжном театре в 1998 году был поставлен спектакль. Кроме того, в переводах Летучего не раз издавались весёлые истории в стихах и картинках классика немецкой литературы Вильгельма Буша, в том числе книга «Макс и Мориц».
Кроме того, перевёл повесть «Барон Багге» и роман «Пилат» австрийского прозаика Александра Лернета-Холения.
Член Союза писателей Москвы, входил в приёмную комиссию Союза писателей.